# Riekorivier
Riekorivier (Zweeds – Fins: Riekojoki) is een beek, die stroomt in de Zweedse  gemeente Pajala. De rivier verzorgt de afwatering van het Riekomeer en stroomt dan naar het oosten richting Haljurivier. Ze is circa vijf kilometer.
Afwatering: Riekorivier → Haljurivier → Merasrivier →  Muonio → Torne → Botnische Golf